# ペーター・アンダース
ペーター・アンダース（Peter Anders, 1908年7月1日 - 1954年9月10日）は、ドイツ出身のテノール歌手。
エッセンの生まれ。ベルリン高等音楽院でエルンスト・グレンツェバッハに声楽を学び、ルーラ・ミス＝グマイナーの個人レッスンも受けた。1931年にベルリンでジャック・オッフェンバックの《美しきエレーヌ》の舞台に参加して初舞台を踏み、ハイデルベルクでルートヴィヒ・ヴァン・ベートーヴェンの《フィデリオ》のヤキーノ役でオペラ歌手として成功を収めた。以後1933年からダルムシュタット、1935年からケルン、1936年からハノーファーの各歌劇場で歌った。1938年から1940年までバイエルン国立歌劇場の歌手となり、リヒャルト・シュトラウスの《平和の日》の初演にも参加している。1940年から1948年までベルリン国立歌劇場の歌手として活躍し、以後はコヴェントガーデン王立歌劇場やベルギーのモネ劇場等にも客演してヨーロッパ全土での名声を高めた。
ハンブルクで交通事故により死亡。